# Temple mormon de Hermosillo
Le temple mormon de Hermosillo est un temple de l’Église de Jésus-Christ des saints des derniers jours situé à Hermosillo, dans l’État de Sonora, au Mexique. Il a été inauguré le 27 février 2000.